# Too Legit to Quit
Too Legit to Quit è il terzo album di MC Hammer, pubblicato il 21 ottobre del 1991 e distribuito dalla Capitol.
L'8 gennaio del 1992, l'album è certificato triplo platino dalla RIAA.

## Tracce
1. This Is The Way We Roll - 5:53
2. Brothers Hang On - 7:12
3. Too Legit to Quit - 5:36
4. Living In A World Like This - 5:29
5. Tell Me (Why Can't We Live Together) - 6:38
6. Releasing Some Pressure - 5:03
7. Find Yourself A Friend - 3:56
8. Count It Off - 5:05
9. Good To Go - 4:53
10. Lovehold - 4:55
11. Street Soldiers - 5:00
12. Do Not Pass Me By - 5:30
13. Gaining Momentum - 5:40